# Mainflingen

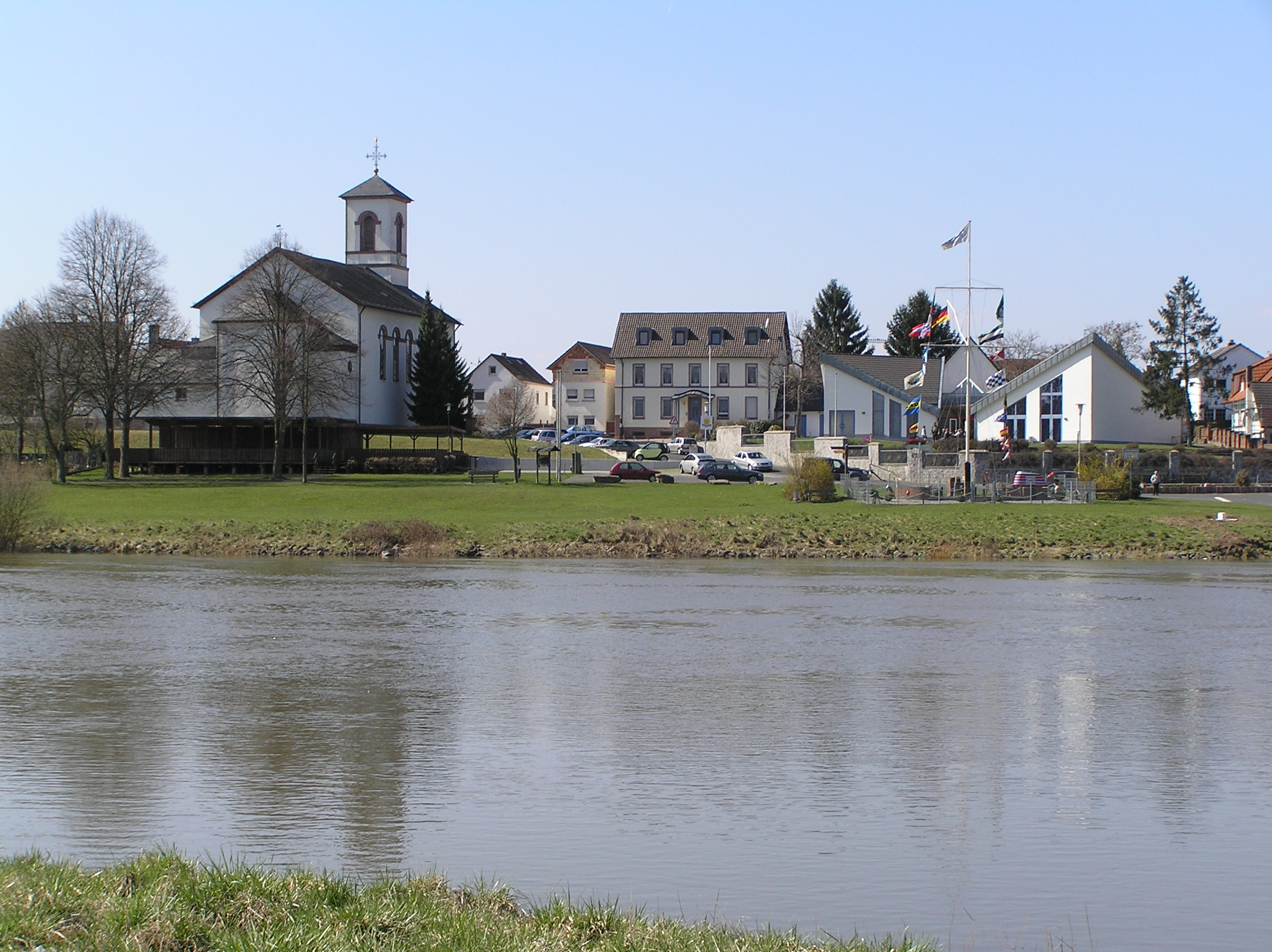
St. Kilian am Main

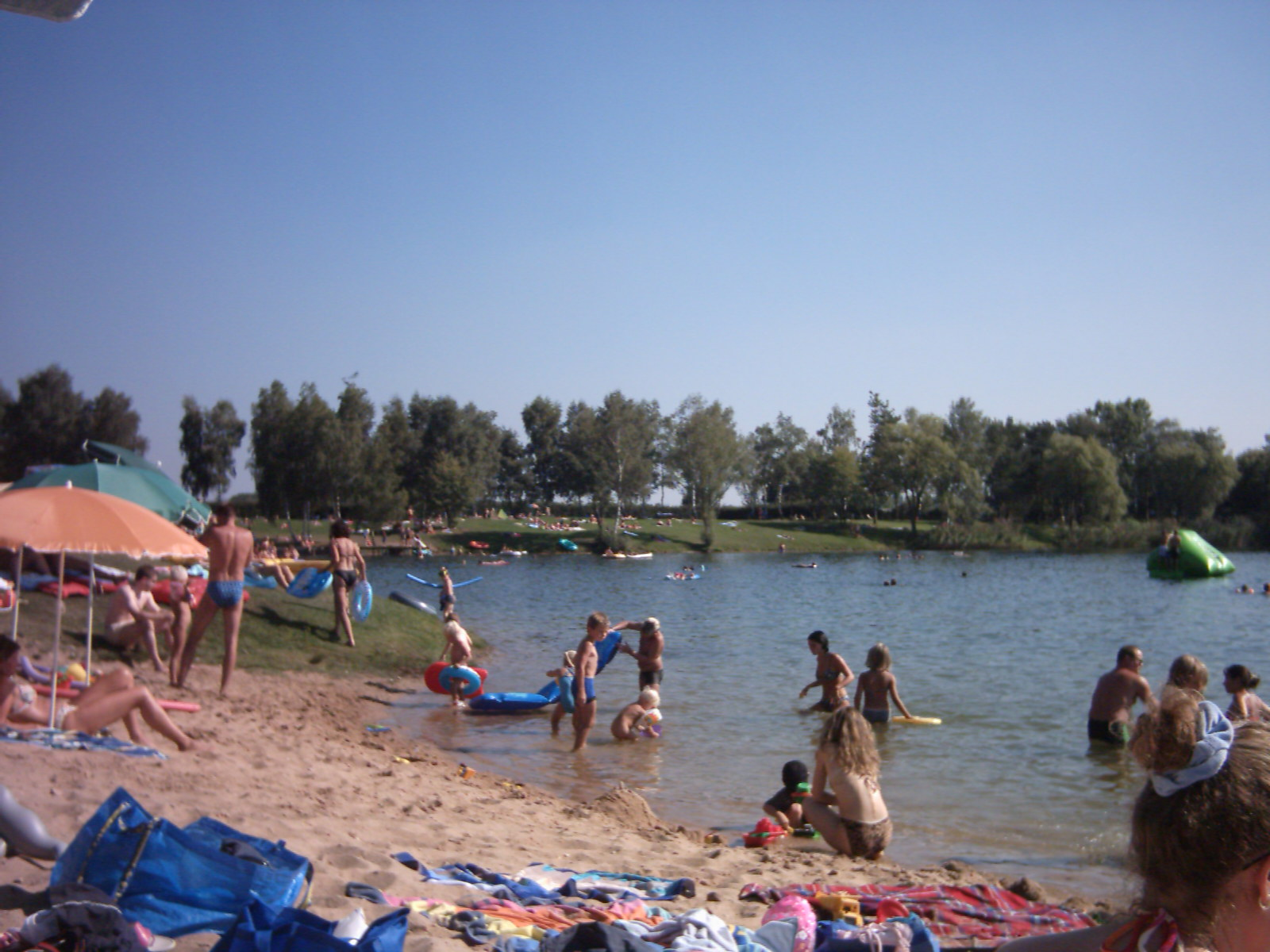
Badesee Mainflingen

Mainflingen ist ein Ortsteil der Gemeinde Mainhausen im südhessischen Landkreis Offenbach. Er ist bekannt durch seinen Zeitzeichensender DCF77. Der Sender Mainflingen steuert fast alle Funkuhren im westlichen Europa.

## Geographische Lage
Der Ort liegt etwa 10 km nordwestlich von Aschaffenburg. Direkt östlich verläuft der Main.

## Geschichte

### Mittelalter
Mainflingen hieß in mittelalterlichen Urkunden Manolfingen, nach dem Gründer Manolf (germanischer Vorname), die Endung auf -ingen ist Zeichen für eine Gründung in der Völkerwanderungszeit.
In den Jahren 775, 793, 796 und 799 wurde jeweils eine Schenkung von Grundbesitz an das Kloster Lorsch in der Manolfinger marca im Lorscher Codex beurkundet.  Der Ort gehörte damals zum fränkischen Maingau.

### Neuzeit
Auf der gegenüberliegenden Mainseite bei Dettingen werden 1743 die Franzosen durch ein österreichisch-englisches Heer besiegt (Schlacht bei Dettingen).
Bis zur Säkularisation 1803 gehört Mainflingen zum Kurfürstentum Mainz, danach fiel der Ort an die Landgrafschaft Hessen-Darmstadt, die ab 1806 das Großherzogtum Hessen wurde.

### Territoriale Zugehörigkeit
Bis 1821 nahm das Amt Seligenstadt Verwaltung und Rechtsprechung in Mainflingen wahr. Mit der Verwaltungsreform im Großherzogtum Hessen in diesem Jahr wurden auch hier auf unterer Ebene Rechtsprechung und Verwaltung getrennt.
 Für die Verwaltung wurden Landratsbezirke geschaffen, die erstinstanzliche Rechtsprechung Landgerichten übertragen. Der Landratsbezirk Seligenstadt erhielt die Zuständigkeit für die Verwaltung unter anderem für das gleichzeitig aufgelöste Amt Seligenstadt. Durch verschiedene Verwaltungsreformen gehörte Mainflingen dann ab
- 1832 zum Kreis Offenbach,
- 1848 zum Regierungsbezirk Darmstadt und
- 1852 wieder zum Kreis Offenbach. Dieser wurde 1939 in „Landkreis Offenbach“ umbenannt.[5]

Am 1. Januar 1977 wurde Mainflingen im Zuge der Gebietsreform in Hessen mit dem Nachbarort Zellhausen durch Landesgesetz zur neuen Gemeinde Mainhausen zusammengeschlossen.

### Gerichtliche Zuständigkeit
Bei der Reform 1821 übernahm das Landgericht Steinheim die erstinstanzliche Rechtsprechung in Mainflingen, die zuvor das Amt wahrgenommenen hatte. Der Sitz des Gerichts wurde zum 1. Juli 1835 nach Seligenstadt verlegt und die Bezeichnung in „Landgericht Seligenstadt“ geändert. Mit dem Gerichtsverfassungsgesetz von 1877 wurden Organisation und Bezeichnungen der Gerichte reichsweit vereinheitlicht. Zum 1. Oktober 1879 hob das Großherzogtum Hessen deshalb die Landgerichte auf. Funktional ersetzt wurden sie durch Amtsgerichte. So ersetzte das Amtsgericht Seligenstadt das Landgericht Seligenstadt.

### Nachkriegszeit
1978 wurde die benachbarte Autobahnbrücke über den Main dem Verkehr übergeben.
Bei Mainflingen stand einst ein großes Kieswerk. Der Betrieb wurde im Laufe der 1980er Jahre eingestellt. Übriggeblieben sind drei Seen: der Mainflinger Badesee, ein großer Naturschutzsee und ein Anglersee.

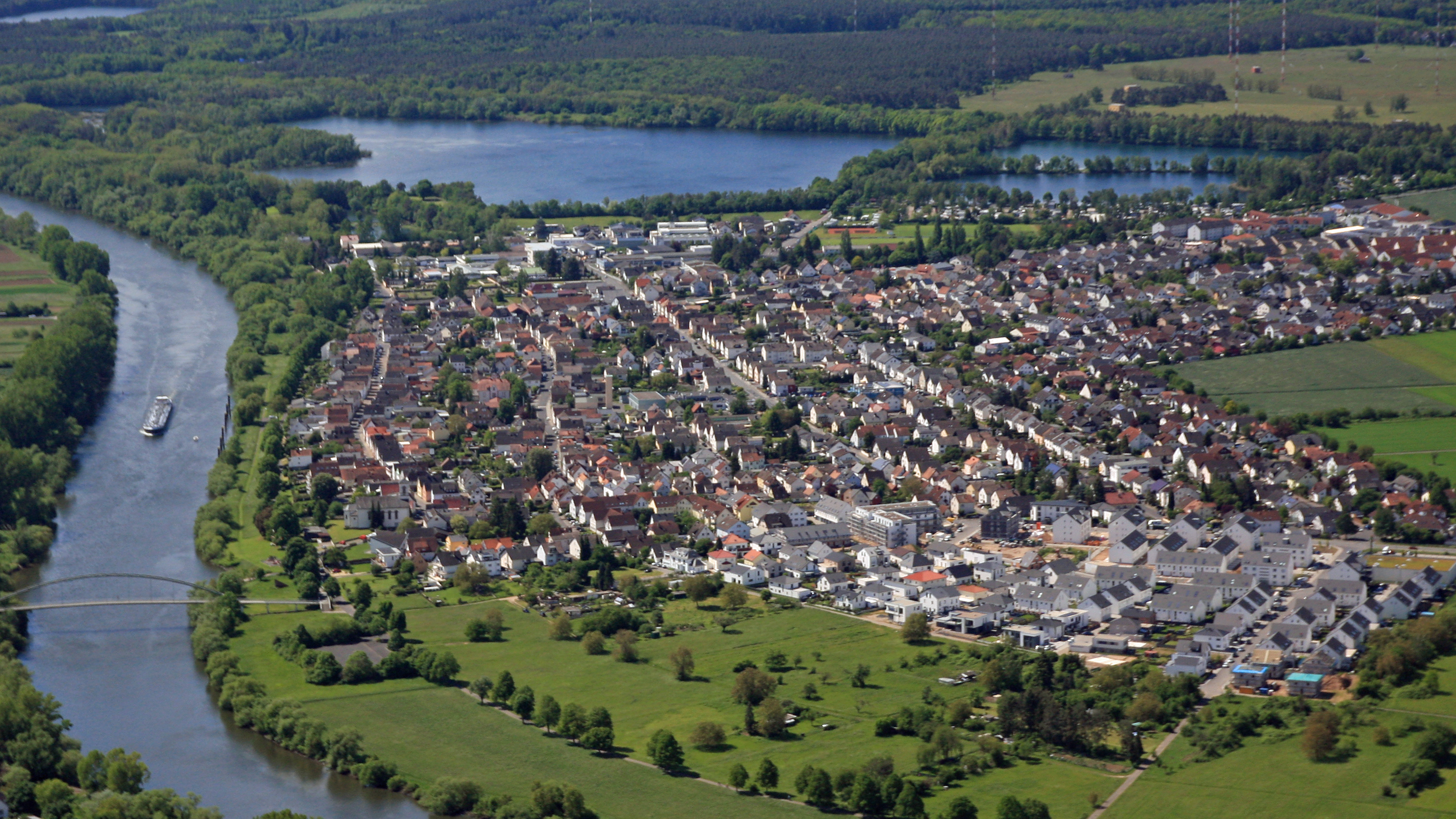
Mainflingen von oben, 2021

### Einwohnerentwicklung
1834 zählt Mainflingen 606 Einwohner. Bis 1939 hat sich die Zahl fast verdoppelt auf 1120. Im Jahr 1961 sind es 2040, 1970 3017 Einwohner. Am 30. Juni 2008 besaß Mainflingen 4189 Einwohner. Am 31. Dezember 2013 betrug die Einwohnerzahl 4027.

## Religion
Am Mainufer liegt die Katholische Kirche St. Kilian. Der Bau im klassizistischen Stil wurde 1821 nach einem Entwurf von Georg Moller vollendet.

## Wappen und Flagge
| Wappen von Mainflingen | Blasonierung: „In rotem Schild über einem silbernen Wellenband ein silbernes, steigendes Roß.“ |

| Wappen von Mainflingen | Das Wappen wurde vom Heraldiker Georg Massoth gestaltet und am 2. Juni 1955 durch das Hessische Innenministerium genehmigt. Der Schimmel ist eine Anspielung auf den Spitznamen der Mainflinger Maoflinger Schimmel, für dessen Ursprung verschiedene Geschichten existieren. Der Wellenbalken symbolisiert den Main. |

Die Flagge wurde am 25. Oktober 1956 durch das Hessische Innenministerium genehmigt.
Flaggenbeschreibung: „Auf der weißen Mittelbahn des rot-weiß-roten Flaggentuches das Gemeindewappen.“

## Wirtschaft und Infrastruktur

### Autoverkehr und ÖPNV
Durch den Ort verläuft die Kreisstraße 185, die zur Landesstraße 2310 führt. Über die Landesstraße 2310 kann der Autobahnanschluss 48 (Mainhausen) der Bundesautobahn 45 erreicht werden.
Im Öffentlichen Personennahverkehr (ÖPNV) wirkt die Kreis-Verkehrs-Gesellschaft Offenbach (KVG) als Lokale Nahverkehrsgesellschaft und Aufgabenträger im Rhein-Main-Verkehrsverbund.

### Radfernwege
Am Mainufer verlaufen drei Radfernwege:
- Der Main-Radweg führt von den Quellen der beiden Quellflüsse des Mains über Kulmbach entlang des Flusses bis zu seiner Mündung in den Rhein bei Mainz. Er hat eine Gesamtlänge von etwa 600 Kilometern.
- Die D-Route 5 (Saar-Mosel-Main) über 1021 Kilometer von Saarbrücken über Trier, Koblenz, Mainz, Frankfurt am Main, Würzburg und Bayreuth bis zur tschechischen Grenze.
- Der Deutsche Limes-Radweg folgt dem Obergermanisch-Raetischen Limes über 818 Kilometer von Bad Hönningen am Rhein nach Regensburg an der Donau.

### Öffentliche Einrichtungen
- Verwaltungsstelle mit Ortsgericht im Rathaus Mainflingen
- Bürgerhaus Mainflingen
- Gemeindebücherei im Alten Schwesternhaus
- Einer der Mainflingen Seen ist als Badesee ausgewiesen.
- Seecamping Mainflingen unmittelbar am Badesee. Der etwa sieben Hektar große Campingplatz bietet Stellplätze für rund 300 Dauercamper und etwa 40 Plätze für Kurzcamper.

### Zeitzeichensender

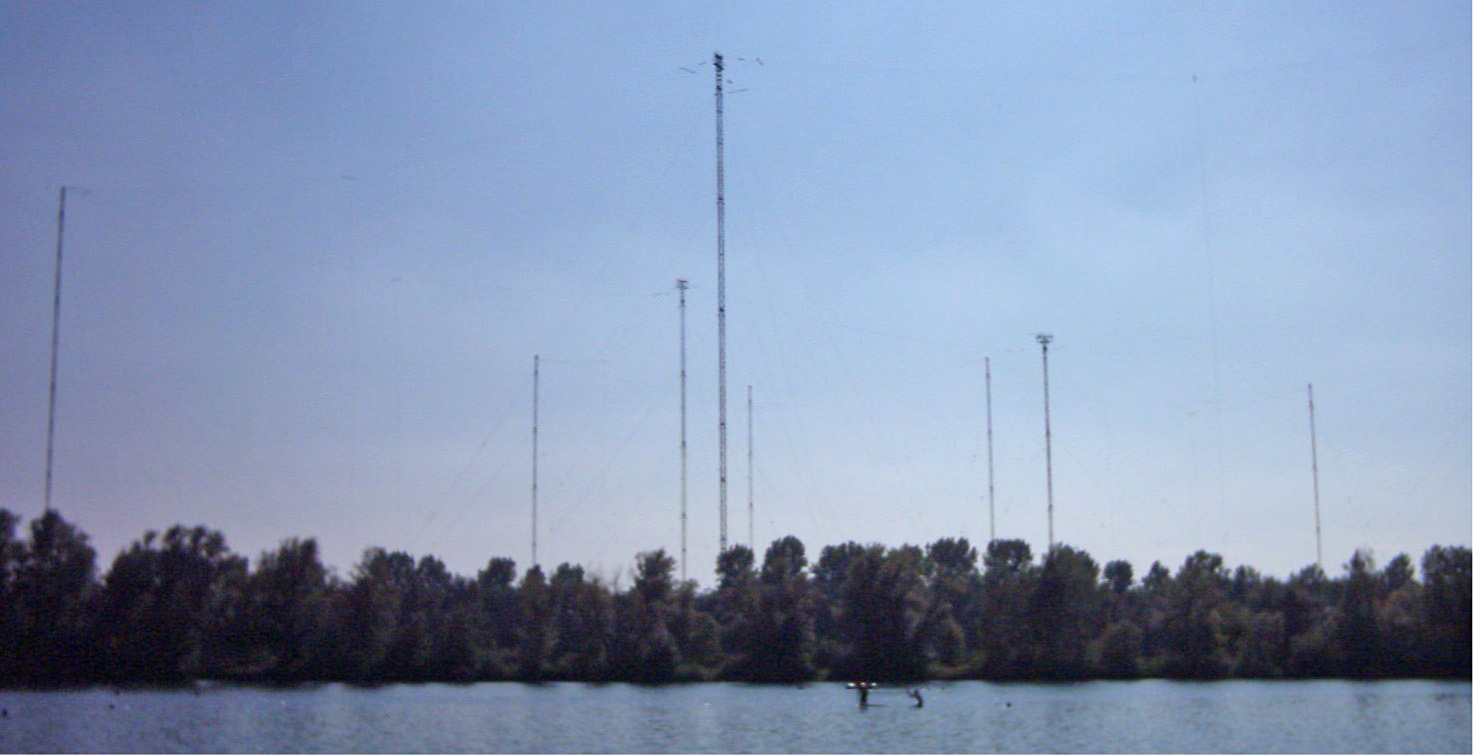
Sendemasten bei Mainflingen

Hauptartikel: Sendeanlagen in Mainflingen
In Mainflingen gibt es zwei große Sendeanlagen. Sie dienen dem kommerziellen Langwellenfunk, insbesondere der Verbreitung des Zeitzeichens DCF77 und dem Mittelwellenrundfunk. Ihre Reichweite beträgt dabei über 2000 Kilometer, wodurch ganz Zentraleuropa abgedeckt wird und etwa 100 Millionen Funkuhren ein Zeitzeichen erhalten.

## Persönlichkeiten
- Karl Schneider (1934–2020), in Mainflingen geborener Jurist und Politiker, Minister in Hessen und Rheinland-Pfalz